# Rochester Internacional Classic de 1997
A 9.ª edição da Rochester Internacional Classic, antes nomeada Wincanton Classic depois Leeds Classic, teve lugar em 17 de agosto de 1997. Foi ganhada pelo Italiano Andrea Tafi, da equipa Mapei-GB, é a sétima prova da Copa do mundo.

## Classificação final
| Pos. | Ciclista              | Equipa             | Tempo          |
| ---- | --------------------- | ------------------ | -------------- |
| 1    | Andrea Tafi           | Mapei-GB           | 6 h 7 min 42 s |
| 2    | Andrea Ferrigato      | Roslotto-ZG Mobili | + 43 s         |
| 3    | Gianluca Bortolami    | Festina-Lotus      | m.t.           |
| 4    | Stéphane Heulot       | Fdj.fr             | m.t.           |
| 5    | Andrea Vatteroni      | Scrigno-Gaerne     | m.t.           |
| 6    | Maximilian Sciandri   | Fdj.fr             | + 49 s         |
| 7    | Roberto Petito        | Saeco-Estro        | + 55 s         |
| 8    | Daniele Nardello      | Mapei-GB           | m.t.           |
| 9    | Alexander Gontchenkov | Roslotto-ZG Mobili | m.t.           |
| 10   | Alberto Elli          | Casino             | m.t.           |